# 大阪府道210号平尾鳳停車場線
大阪府道210号平尾鳳停車場線（おおさかふどう210ごう ひらおおおとりていしゃじょうせん）は、大阪府堺市美原区から堺市西区に至る一般府道である。

## 概要
堺市美原区平尾から堺市西区鳳東町に至る。
区間のほとんどが他の府道と重複しており、単独区間は鳳駅下り交差点から鳳駅までの区間のみである。

### 路線データ
- 起点：大阪府堺市美原区平尾（平尾交差点、大阪府道32号美原太子線・大阪府道35号堺富田林線交点、大阪府道36号泉大津美原線上）
- 終点：大阪府堺市西区鳳東町（JR西日本阪和線 鳳駅前）

## 歴史
- 1959年（昭和34年）12月1日 - 大阪府告示第714号により府道路線として認定[1]。

## 路線状況

### 重複区間
- 大阪府道36号泉大津美原線（堺市美原区平尾・平尾交差点（起点） - 堺市西区上・上交差点）
- 大阪府道198号河内長野美原線（大阪狭山市東野西4丁目 - 大阪狭山市東野西4丁目・東野交差点）
- 大阪府道30号大阪和泉泉南線（堺市西区上・上交差点 - 堺市西区鳳東町・鳳駅下り交差点）

### 道路施設

#### 橋梁
- 天王辻橋（平尾小川、堺市美原区、大阪府道36号泉大津美原線重複区間内）
- 改進橋（西除川、堺市東区、大阪府道36号泉大津美原線重複区間内）
- 大黒橋（石津川、堺市中区 - 堺市西区、大阪府道36号泉大津美原線重複区間内）
- 草部橋（和田川、堺市西区、大阪府道36号泉大津美原線重複区間内）

## 地理

### 通過する自治体
- 大阪府
  - 堺市（美原区） - 大阪狭山市 - 堺市（東区 - 中区 - 西区）

### 交差する道路
| 交差する道路                                                                        | 市町村名   | 市町村名   | 交差する場所 | 交差する場所                         |
| ----------------------------------------------------------------------------------- | ---------- | ---------- | ------------ | ------------------------------------ |
| 大阪府道32号美原太子線 大阪府道35号堺富田林線 大阪府道36号泉大津美原線 重複区間起点 | 堺市       | 美原区     | 平尾         | 平尾交差点 / 起点                    |
| 国道309号                                                                           | 堺市       | 美原区     | 菅生         | 菅生交差点                           |
| 大阪府道198号河内長野美原線 重複区間起点                                            | 大阪狭山市 | 大阪狭山市 | 東野西4丁目  |                                      |
| 大阪府道198号河内長野美原線 重複区間終点                                            | 大阪狭山市 | 大阪狭山市 | 東野西4丁目  | 東野交差点                           |
| 大阪府道26号大阪狭山線                                                              | 堺市       | 東区       | 北野田       | 北野田交差点                         |
| 国道310号                                                                           | 堺市       | 中区       | 福田         | 福田交差点                           |
| 大阪府道34号堺狭山線                                                                | 堺市       | 中区       | 平井         | 東山西交差点                         |
| 大阪府道34号堺狭山線                                                                | 堺市       | 中区       | 平井         | 第2東山西交差点                      |
| 大阪府道36号泉大津美原線 / バイパス                                                 | 堺市       | 中区       | 平井         | 平井2号交差点                        |
| 大阪府道36号泉大津美原線 / バイパス                                                 | 堺市       | 中区       | 平井         | 平井1号交差点                        |
| 大阪府道36号泉大津美原線 / バイパス 大阪府道・和歌山県道61号堺かつらぎ線            | 堺市       | 中区       | 八田西町2丁  | 大黒橋交差点                         |
| 大阪府道215号別所草部線                                                             | 堺市       | 西区       | 菱木1丁      | 菱木北交差点                         |
| 大阪府道216号和田福泉線                                                             | 堺市       | 西区       | 草部         | 草部交差点                           |
| 大阪府道30号大阪和泉泉南線 重複区間起点 大阪府道36号泉大津美原線 重複区間終点       | 堺市       | 西区       | 上（かみ）   | 上交差点                             |
| 大阪府道30号大阪和泉泉南線 重複区間終点                                             | 堺市       | 西区       | 鳳東町       | 鳳駅下り（おおとりえきさがり）交差点 |

### 交差する鉄道
- 南海高野線
- 南海泉北線

### 沿線
- 堺市立野田小学校
- 南海高野線 北野田駅
- 堺市立福泉小学校
- JR西日本阪和線 鳳駅
- 大阪府泉北府民センター（鳳土木事務所）
- 堺鳳東郵便局
- 西堺警察署 鳳駅前交番